# Wolfgang Feiersinger
Wolfgang Feiersinger (Saalfelden am Steinernen Meer, 30 gennaio 1965) è un ex calciatore e allenatore di calcio austriaco, di ruolo difensore.

## Biografia
Dopo il ritiro ha aperto e gestisce, insieme alla sua compagna, il rifugio alpino Hochwildalmhütte di Aurach, a 1557 metri di altezza.
È il padre di Laura Feiersinger, calciatrice del Colonia e della nazionale austriaca, di ruolo centrocampista.

## Carriera

### Giocatore

#### Club
(Nevio Scala)
Wolfgang Feiersinger cresce nella squadra della sua città natale, prima di trasferirsi al Salisburgo nel 1986. Con i salisburghesi rimane per dieci anni, vincendo dapprima il campionato di 2. Division nel 1988-1989, conquistando la promozione in Bundesliga, quindi due titoli nazionali consecutivi nel 1993-1994 e nel 1994-1995. Sempre nel 1994 e 1995 conquista anche due Supercoppe d'Austria. Inoltre fa parte della squadra che disputa la finale della Coppa UEFA 1993-1994 contro l'Inter.
Grazie alle sue prestazioni si guadagna l'interesse del Borussia Dortmund, che lo preleva nell'estate 1996. Durante la sua prima stagione in giallonero conquista la Champions League e, l'anno seguente, anche la Coppa Intercontinentale, guadagnandosi la convocazione per Francia 1998. In questo periodo il suo allenatore al Borussia, Nevio Scala, ne parla come di uno tra i più forti giocatori del mondo nel suo ruolo.
Ritorna in patria nel 2000 per giocare con il LASK Linz e quindi, nella stagione 2001-2002, nuovamente nel Salisburgo. Dopo aver lasciato il calcio professionistico continua a giocare per altri due anni dapprima in Regionalliga e poi nel campionato della Salzburger Fussballverband con il PSV Salisburgo, prima di ritirarsi definitivamente nel 2004.

#### Nazionale
Con la Nazionale di calcio dell'Austria ha disputato la fase finale della Coppa del Mondo nel 1998.

### Allenatore
Dal 2006 al 2008 ha allenato la formazione Under-17 del Salisburgo.

## Palmarès

### Giocatore

#### Competizioni nazionali
- Campionato austriaco di 2. Division: 1

Salisburgo: 1988-1989
- Campionato austriaco: 2

Salisburgo: 1993-1994, 1994-1995
- Supercoppa d'Austria: 2

Salisburgo: 1994, 1995

#### Competizioni internazionali
- UEFA Champions League: 1

Borussia Dortmund: 1996-1997
- Coppa Intercontinentale: 1

Borussia Dortmund: 1997